# یانای، یاماگوچی
یانای در استان یاماگوچی در کشور ژاپن واقع شده‌است  که دارای جمعیت ۳۵٬۴۳۸ نفر و مساحت ۱۳۹٫۹۰ کیلومتر مربع با تراکم جمعیت ۲۵۳  نفر در کیلومترمربع است و در تاریخ ۲۱ فوریه ۲۰۰۵ به عنوان شهر شناخته شد.